# Kommunalverband für Jugend und Soziales Baden-Württemberg
Der Kommunalverband für Jugend und Soziales Baden-Württemberg (KVJS) ist Kompetenzzentrum und Dienstleister für die Stadt- und Landkreise Baden-Württembergs in den Bereichen
- Jugendhilfe,
- Soziales, Behinderung und Pflege,
- Inklusion schwerbehinderter Menschen in den Beruf,
- Fortbildung und
- Forschung.[2]

Der KVJS ist eine Körperschaft des öffentlichen Rechts. Mitglieder des Verbandes sind alle 44 Stadt- und Landkreise Baden-Württembergs. Die kommunale Behörde ist kraft Gesetzes überörtlicher Träger der Jugendhilfe sowie Träger des Integrationsamtes. Rechtsform, Aufgaben, Verfassung und Verwaltung des KVJS regelt das Gesetz über den Kommunalverband für Jugend und Soziales Baden-Württemberg – Jugend- und Sozialverbandsgesetz (JSVG).
Die Behörde mit Sitz in Stuttgart hat mit der baden-württembergischen Verwaltungsreform am 1. Januar 2005 ihre Arbeit aufgenommen. Sie hat eine Zweigstelle in Karlsruhe und ein Regionalbüro in Freiburg.
Vorsitzender des KVJS ist seit 1. Juli 2019 Gerhard Bauer, Landrat des Landkreises Schwäbisch Hall. Er löste Landrat a. D. Karl Röckinger ab, der den Vorsitz seit Gründung des KVJS zuvor innehatte.
Seit 1. April 2018 ist Kristin Schwarz Verbandsdirektorin. Die Amtszeit beträgt acht Jahre. Ihr Vorgänger war Senator e. h. Prof. Roland Klinger, der das Amt seit Bestehen des KVJS ausübte und am 31. März 2018 in den Ruhestand trat.
Seit 1. Januar 2018 ist der KVJS außerdem alleiniger Gesellschafter der Habila GmbH (bis Januar 2019 LWV.Eingliederungshilfe GmbH), einer Gesellschaft, die Behindertenheime betreibt und Träger eines Integrationsunternehmens ist.
Der KVJS ist unter anderem Mitglied in der Bundesarbeitsgemeinschaft der Höheren Kommunalverbände (BAG HKV) und der Landesarbeitsgemeinschaft der öffentlichen und der freien Wohlfahrtspflege in Baden-Württemberg (LAGÖFW).

## Aufgaben
(Quelle: )

### Aus- und Weiterbildung
- Der KVJS bietet in Präsenz und online jährlich knapp 600 Seminare, Fachtagungen, Workshops und berufsbegleitende Fortbildungsreihen in den Bereichen Schwerbehindertenrecht, Jugendhilfe, Sozialhilfe und Eingliederungshilfe sowie Betreuungsrecht. Zielgruppe sind vor allem Mitarbeiter der Stadt- und Landkreise, der Jugendhilfe-Träger sowie Schwerbehindertenvertretungen aus Betrieben.

- Zum KVJS gehören zwei Tagungszentren: das Tagungszentrum Gültstein und das Bildungszentrum Schloss Flehingen. Das Bildungszentrum Schloss Flehingen in Flehingen (Landkreis Karlsruhe) bietet in vier Fachschulen eine berufsbegleitende, staatlich anerkannte Ausbildung an. Dazu gehören die Fachschule für Sozialwesen / Fachrichtung Sozialpädagogik mit Schwerpunkt Jugend- und Heimerziehung, die Fachschule für Heilerziehungspflege, die Fachschule für Heilpädagogik sowie seit dem Jahr 2023 die Fachschule für Pflege. Darüber hinaus gibt es einen Lehrgang zur geprüften Fachkraft zur Arbeits- und Berufsförderung in Werkstätten für Menschen mit Behinderung (gFAB), verschiedene Angebote für Zusatzqualifikationen und für eine Ausbildung zum Begleithundeteam für tierethisch gestützte Pädagogik.[9]

### Landesjugendamt
Der KVJS
- ist Sitz der Zentralen Adoptionsstelle,
- berät und beaufsichtigt mehr als 9.000 Kindertagesstätten sowie über 500 Jugendheime,
- initiiert und begleitet Forschung und Modellprojekte,
- entwickelt und koordiniert Konzepte zur Unterstützung von Familien und jungen Menschen,
- unterstützt die Jugendämter beim Schutzauftrag bei Kindeswohlgefährdung,
- bietet Analysen und Analyse-Instrumente zu gesellschaftlichen Entwicklungen,
- verantwortet die überörtliche Jugendhilfeplanung und unterstützt die Kreise bei der örtlichen Jugendhilfeplanung.

### Soziales, Behinderung und  Pflege
Der KVJS
- verhandelt im Auftrag der Stadt- und Landkreise die Entgelte mit teil- und vollstationären Pflege-, Jugend- und Behinderteneinrichtungen. Es geht jedes Jahr um mehr als fünf Milliarden Euro;
- berät und unterstützt Kreise bei Leistungs- und Qualitätsvereinbarungen,
- initiiert und begleitet Forschungs- und Modellvorhaben,
- betreibt die barrierefreie Musterwohnung Werkstatt Wohnen,
- übernimmt Landesprogramme im Bereich der Eingliederungshilfe, Wohnungsnotfallhilfe und Pflege,
- erarbeitet im Rahmen der Sozialplanung mit den Stadt- und Landkreisen Teilhabepläne für Menschen mit Behinderung oder psychischer Erkrankung und Seniorenpläne
- und bietet örtlichen Betreuungsbehörden und -vereinen einen fachlichen Service.

### Integrationsamt
Der KVJS
- berät und unterstützt rund 500.000 Arbeitgeber in Baden-Württemberg und ihre vier Millionen Beschäftigten in allen Fragen der Inklusion von Menschen mit Behinderungen in das Arbeitsleben,
- muss gefragt werden, bevor ein Betrieb schwerbehinderten Arbeitnehmern kündigen kann,
- erhebt und verwendet die Ausgleichsabgabe. Arbeitgeber, die schwerbehinderte Menschen nicht oder in zu geringem Umfang beschäftigen, müssen eine Ausgleichsabgabe zahlen. Dies betrifft Betriebe ab 20 Arbeitsplätze. Die Pflichtquote zur Beschäftigung von schwerbehinderten Menschen liegt für Betriebe mit mindestens 60 Arbeitsplätzen bei fünf Prozent,[10]
- unterstützt bei der Anpassung von Arbeitsplätzen mit einem Technischen Beratungsdienst und finanziellen Leistungen,
- fördert und sichert Arbeitsverhältnisse schwerbehinderter Menschen durch Integrationsfachdienste, Lohnkostenzuschüsse und betriebliche Prävention,
- fördert Inklusionsbetriebe und beruflich selbstständige schwerbehinderte Menschen,
- initiiert und begleitet Forschungsvorhaben.

## Der Medizinisch-Pädagogische Dienst
Der Medizinisch-Pädagogische Dienst (MPD) ist ein multidisziplinär zusammengesetzter Fachdienst aus Fachkräften der Pädagogik und Sonderpädagogik sowie Fachärzten. Für die Träger der Eingliederungshilfe und in deren Auftrag bietet er:
- gutachterliche Stellungnahmen, Bedarfsermittlung und Fachberatung,
- Information, Austausch und Gremienarbeit,
- Fortbildung und Moderation.

## Finanzierung
Der KVJS wird getragen und finanziert von den 9 Stadt- und 35 Landkreisen Baden-Württembergs. Der Etat beläuft sich im Jahr 2025 auf rund 305 Millionen Euro.